# ملاشية الثالثة (اسماعيلية)
ملاشية الثالثة (بالفارسية: ملاشیه سه) هي قرية وتقع في إيران في قسم إسماعيلية الريفي. يقدر عدد سكانها بـ 141 نسمة بحسب إحصاء 2016.